# Simon Berger
Simon Berger, né le 9 avril 1976 dans le Canton de Berne, est un artiste plasticien contemporain suisse. Il est surtout connu pour être le pionnier de l'art consistant à casser du verre avec un marteau. Son travail a été largement exposé dans le monde. 

## Sa vie
Simon Berger est né le 9 avril 1976. Il a grandi à Herzogenbuchsee, une commune située dans l'arrondissement administratif de Haute-Argovie dans le canton de Berne en Suisse. Simon Berger a suivi une formation professionnelle en tant que charpentier. Il habite et travaille actuellement dans son propre atelier à Niederönz. 

## Son travail
Selon le magazine français RTS, le travail de Simon Berger a été influencé par le mouvement pop art et le néoréalisme. 
Simon Berger réalise ses premières œuvres sur verre en 2017, dans son atelier de Niederönz en Suisse. Très vite l’originalité de sa technique va le mettre sous les feux de la rampe médiatique, et il est invité par de nombreuses institutions ou manifestations comme le plus grand festival de street art en Europe, le Street Art Fest Grenoble-Alpes, lors duquel il réalisera un diptyque en live. Cette œuvre est visible à Grenoble au 113 cours Berriat dans une vitrine mise à disposition par la société ARaymond. En mars 2021, Simon Berger réalisera le portrait de la vice-présidente des États-Unis Kamala Haris, en partenariat avec le Musée National Américain de l’Histoire des Femmes. En août 2021, il s’associe au projet «We are Unbreakable» porté par MTV Lebanon en hommage aux victimes de l’explosion du port de Beyrouth au Liban en 2020.

## Expositions et Festival (sélection)
- « Street Art Fest Grenoble-Alpes »[8]
- « Vitrofestival Romont »
- « Portraits aus Glas" à Berne en 2020 »
- « Urban Art Fair au Carreau du Temple à Paris 2021 »
- "Luxembourg Art Week" à Luxembourg, Novembre 2021
- « Art Miami 2021, une extension de Art Basel Miami »

## Collections muséales
- « Beit Beirut museum au Liban »
- « Musée National de l’Histoire de la Femme de Washington »
- « Murten Museum en Suisse »
- « Fränkisches Museum de Feuchtwangen »
- « Vitromusée de Romont en Suisse »

## Articles

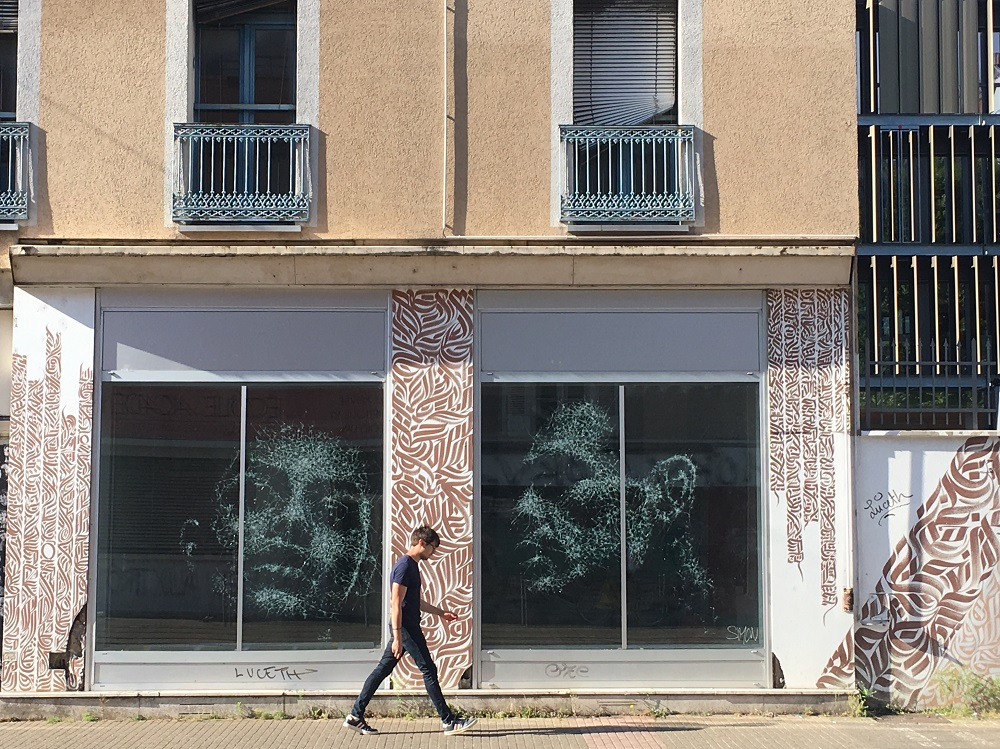
Œuvre de Simon Berger réalisée durant le Street Art Fest Grenoble-Alpes 2020

- (fr) Swissinfo[9]- mars 2021
- (fr) RTS[10] - mai 2020
- (fr) RTS[11] - mars 2021
- Œuvre de Simon Berger réalisée durant le Street Art Fest Grenoble-Alpes 2020(fr) La Liberté[12] - avril 2020
- (en) Smithsonian Magazine[13] - avril 2009